# Dolichos linearifolius
Dolichos linearifolius là một loài thực vật có hoa trong họ Đậu. Loài này được I.M.Johnst. miêu tả khoa học đầu tiên.